# Heinrich I. von Sponheim-Bolanden

Familienwappen Sponheim-Kreuznach und Sponheim-Bolanden

Heinrich I. von Sponheim-Bolanden (* um 1255; † vor 1314) war ein Graf aus dem Uradelsgeschlecht der Spanheimer und Gründer der Linie Sponheim-Bolanden.
Graf Heinrich I. von Sponheim-Bolanden, ein Sohn des Grafen Simon I. von Sponheim-Kreuznach, heiratete um 1277 Kunigunde von Bolanden (* um 1260; † nach 1296), eine Tochter Philipps von Bolanden. Wohl zugleich erhob er Anspruch auf sein väterliches Erbteil, das bis dahin sein älterer Bruder Graf Johann I. alleine regiert hatte. 1277 wurde ihm aus dem Erbe seines Vaters die Burg Böckelheim mit Burgmannen und Zubehör zugesprochen, dazu die Sponheimer Anteile an Waldböckelheim, Weinsheim, Monzingen, Seesbach, an der „Abtei“ bei Niederwörresbach sowie Maxsain und Selters im Westerwald. Die Burg Böckelheim verkaufte er 1278 ohne Rücksicht auf das Vorkaufsrecht seines Bruders Johann I. an den Erzbischof von Mainz Werner von Eppstein, worüber ein Streit zwischen Johann I. und dem Erzbischof entstand, der 1279 bei Sprendlingen mit Waffengewalt ausgetragen wurde (→ Sage von Michel Mort). Johann I. unterlag dem Erzbischof.
Umfangreiche Besitzungen gewann Heinrich nach 1286 durch das Erbe seiner Frau. Nach dem Aussterben der philippinisch-bolandischen Linie übernahmen die beiden 1288 gemeinsam mit ihrem Schwager Graf Albrecht von Löwenstein die philippinische Hälfte der Herrschaft Bolanden. Wie es scheint, veräußerte Albrecht von Löwenstein in der Folge sein Viertel an Heinrich I. und Kunigunde. In einer Urkunde aus der Überlieferung des Klosters Otterberg ist für 1304 Heinrichs Wohnsitz auf Burg Bolanden (d. i. Burg Neu-Bolanden) bezeugt: Heinricus comes de Spanheim residens in castro Bolandie.
Aus Heinrichs Ehe mit Kunigunde von Bolanden entsprossen folgende Kinder:
- Philipp (genannt 1311 bis 1338; † 1338), ⚭ vor 1323 mit Elisabeth von Katzenelnbogen († nach 1337)
- Imagina († 25. Juli 1341), ⚭ vor 1323 mit Eberhard VII. Schenk von Erbach
- Elisabeth (genannt 1323 bis 1332), Meisterin des Stifts Hane bei Bolanden